# Cornelia La Fors-van Geel
Cornelia La Fors-van Geel (Steenbergen, 13 december 1868 – aldaar, 9 januari 1978) was vanaf 25 september 1975 de oudste inwoner van Nederland, na het overlijden van Johanna Leeuwenburg-Hordijk. Zij heeft deze titel 2 jaar en 106 dagen gedragen.
La Fors-van Geel overleed op de leeftijd van 109 jaar en 27 dagen. Haar opvolger was Gerarda Hurenkamp-Bosgoed.